# Jindřich Cigánek
Jindřich Cigánek (8. května 1934 Nový Bohumín – 26. srpna 2019) byl český vysokoškolský pedagog, vědec a publicista. Zabýval se projektováním, výstavbou dolů a zahlazováním báňské činnosti a později problematikou a vývojem stavebních hmot. Byl zakladatelem Fakulty stavební VŠB – Technické univerzity Ostrava a po dvě období byl v letech 1997 až 2003 jejím prvním děkanem.

## Život
Jindřich Cigánek pocházel z intelektuální rodiny – byl čtvrtou generací inženýrů po sobě. Otec Jindřich byl báňským inspektorem, matka Antonia roz. Schirmerová byla učitelkou (absolventkou církevního učitelského ústavu sester „von armen Kinde Jezus“ ve Vídni). Jeho děd, JUDr. Ing. Heinrich Schirmer, byl na Ministerstvu orby ve Vídni sekčním šéfem pro bezpečnost hornictví monarchie. Na žádost T. G. Masaryka byl po roce 1918 jako brněnský báňský hejtman a vládní rada zakladatelem státní báňské správy v ČSR. Bratr Igor byl za účast na únorové demonstraci studentů na pražském Hradě v roce 1948 proti únorovému puči vyloučen ze všech vysokých škol v Československu.
Manželka Štěpánka roz. Milatová byla ortoptičkou, dcera Pavla Zigalová-Cigánková, akademická malířka, je absolventkou Hoch Schule für Grafik und Buchkunst v Německu s titulem „Gebrauchsgafiker“, syn Bc. Tomáš Cigánek vystudoval literaturu; je publicistou a literárním redaktorem autorských literárních pořadů v soukromé televizní stanici.

## Akademické vzdělání a aktivity
Jindřich Cigánek vystudoval na Technické univerzitě v Ostravě obor „Výstavba dolů“. Docentem byl od roku 1983, profesorem od roku 1990. V letech 1990 až 1994 byl vedoucím katedry stavitelství, 1994 až 1996 vedoucím Institutu stavitelství a geotechniky, 1997 až 2003 po dvě funkční období děkanem fakulty stavební, profesorem FAST, předsedou oborové rady doktorského studijního programu Hornické a podzemní stavitelství a zástupcem vedoucího katedry. Krátkodobé přednáškové pobyty absolvoval na univerzitách v Gliwicích a Doněcku na Ukrajině, dlouhodobý přednáškový pobyt na univerzitě FP v belgickém Monsu. Byl členem vědeckých rad stavebních fakult a Vysokých škol v Brně, Bratislavě, Košicích, Žilině a v Ostravě.

## Publikační činnost
Byl autorem nebo spoluautorem 25 knižních publikací a učebních textů, a více než 500 časopiseckých publikací, příspěvků ve sbornících vědeckých prací, monografií, grantových projektů, znaleckých posudků a samostatných projektů staveb. (viz seznam prací). Za svou vědeckou a publikační činnost byl oceněn členstvím v Ukrajinské akademii věd, čestným členstvím v České komoře autorizovaných inženýrů a techniků činných ve výstavbě - ČKAIT, zlatou medailí státní báňské správy ČBÚ, Šolínovou medailí FAST ČVUT v Praze, nejvyšším oceněním VŠB TU v Ostravě – medailí G. Agricoly, polským prestižním vědecko-pedagogickým oceněním od Univerzity PS v Gliwcích „profesor honorabilis“ aj.
Zájmově se zabýval dávnou historií Předního východu, biblistikou a biblickou archeologií. Studium bible zúročil sepsáním knihy Velké příběhy bible, která přibližuje čtenářům biblické příběhy a zařazuje je do kontextu dějinných událostí Palestiny a okolních státních útvarů.

## Soudně-znalecká činnost
Za 20 let soudně-znalecké činnosti vypracoval více než 110 znaleckých posudků pro soudy, Policii ČR, Státní báňskou správu, Parlament ČR a nejvyšší státní orgány. Posudky se týkaly i mimořádně citlivých kauz, jakými byly např. propad tunelu Blanka v Praze, miliardové stavební podvody pro Policii ČR, náročné liniové stavby na poddolovaných územích, rozsáhlé havárie staveb, štoly Radlických tunelů v Praze – Zlíchově aj.

## Knihy (výběr)
- ŠIŠKA,L., CIGÁNEK, J., a kol.: Základy projektování dolů. Celostátní učebnice, SNTL/ALFA, 1975
- CIGÁNEK,J.: Stavební hmoty při ražení dlouhých důlních děl. Učební texty VŠB, Ostrava, 1979
- ŠIŠKA.L, VÍTEK,A., CIGÁNEK,J.: Projektování dolů II. Učební texty VŠB, Ostrava, 1979
- CIGÁNEK.J.: Stavební hmoty. Učební texty VŠB Ostrava, 1983 (cena rektora za nejlepší skripta)
- CIGÁNEK, J.,: Projektování a výstavba dolů. Učební texty VŠB, Ostrava, 1989
- CIGÁNEK,J.: Vysoká škola báňská Ostrava. Reprezentační knižní publikace o VŠB. Vydala VŠB, tisk Severografia Děčín, 1990
- CIGÁNEK,J.: Vybrané kapitoly z technologie betonu. Učební texty VŠB, VOKD, Ostrava, 1990
- CIGÁNEK,J.: Elementy wplywajace na wielkosc optymalnego przekroju wyrobiska korytarzowego. In: Chudek,M.a kol.: Modelowanie matematyczne i algorytmizacija. 1635, Politechnika Slaska, Gliwice, str. 23 až 35, 1992
- CIGÁNEK,J., SLOVÁK,S.: Educational Methods related to Working Safety by Using Modern Means,particularly Film. Sb. konf. „II. International Symposium on Training in the Prévention of Occupational Risks in the Mining Industry", Washington D.C., USA, 1981
- EXNER,K., ALDORF,J., CIGÁNEK,J.: Ausbrüche und deren Ursachen beim Schachtabteufen in standfesten Gebirge. Glückauf 127, 1991, č.11/12, 480-484
- SCHEJBAL,C., CIGÁNEK.J.,: Problems of Mine Clasure and Revising of Landscape in ther Mining Areas. Proceedings of the international Symposium „Rock Mechanics and Strata Control in Mining and Geotechnical Engineeering", Beeins, Čína, 4 - 6 October 1995, pages 681-691
- CIGÁNEK,J.: European Practice in the Treatment of Dissused Mine Shafts. In: „Fourth International Symposium on Mine Planing and Equipment Selection", Oct. 31-Nov 3, 1995, Calgary, Canada
- CIGÁNEK J., OSNER Z.: How to Modernise Teaching of the Technical Universities. Sb. vědeckých prací mezinárodní konference „International Conference on Engineering Education", 17.-20.8.1998, Rio de Janeiro,
- CIGÁNEK, J. PILJUGIN, V.: Pogaščenije vertikalnych stvolov pri rekonstrukci šacht. Vydalo Ministerstvo obrazovanija i nauky Ukrajiny, Doněck, 2003, s. 134, ISBN 966-7559-81-5, 2003,
- CIGÁNEK, J.,MIČULKA, B.: Mathematical modelling of the wire- reinforced concrete mix. In Mezinárodní sympozium : Fibre - Reinforced Concretes BEFIB 2004. Italy : RILEM Publications S.a.r.L., 2004, s. 777-786. ISBN 2-912143-51-9.
- CIGÁNEK, J., MATERNA, A.: Liquidation of abandoned mines in the Context of new standards that are in force in EU. In: I. Gliwice-Ustroń : Polytechnika Śląska, Wydział Górnictwa i Geologii, 2008, s. 205-214. ISBN 83-911515-2-2.
- CIGÁNEK, J., MATERNA, A.: Computational Research on Fibre Reinforced Concrete. In 9th Inter. Conf. on Computational Technology. Kippen, Stirlingshire : Civil-Comp Press, 2008, s. 1-11. ISBN 978-1-905088-22-5.
- CIGÁNEK, J., MATERNA, A., BROŽOVSKÝ, J.: Optimization of Fibre –Reinforced Concrete Mixture Design., In: Proceedings of the Twelfth International Konference on Civil, Structural and Environmental Computing, Glasgow: Civil Comp. Press, UK, 2009 pp. 1–11;
- CIGÁNEK, J.,: Velké příběhy Bible, knižní publikace, 750 stran, Vydal Montanex, Ostrava, 2012, ISBN 978-80-7225-350-0